# Aethodes angustipennis
Aethodes angustipennis là một loài bướm đêm trong họ Noctuidae.